# Petra Delicado
Petra Delicado es un personaje literario creado por la escritora española Alicia Giménez Bartlett pionera en aportar una perspectiva femenina y feminista a la novela policíaca española. Se trata de una inspectora de policía destinada en Barcelona, que apareció por primera vez en la novela Ritos de muerte en 1996.

## El personaje
El personaje de Petra Delicado es complejo y lleno de contrastes, como su voluntariamente oximorónico nombre sugiere. Delicado es dura pero sensible e idealista, muy atenta a ocultar su fragilidad detrás de una máscara de ironía.
Competente y decisiva en su trabajo, a menudo es brusca con los colegas e intolerante respecto a los ritos sociales y mundanos, rehuyendo el compromiso, incluso en su vida privada: casada en tres ocasiones, no quiere tener hijos y vive sola al no estar dispuesta a renunciar a la independencia y a sus propios hábitos, el coste de una vida sentimental agitada.
Los casos que Petra y Fermín tienen entre manos suelen orbitar alrededor del amor y el sexo por expresa elección de la autora.
Las situaciones a las que se enfrenta su personaje, según Bartlett, están inspiradas en una inspectora jefe del Cuerpo Nacional de Policía en Barcelona llamada Margarita García (Gijón, 51 años) con más de tres décadas de servicio y amplia experiencia desde la lucha contra el narcotráfico, homicidios, delincuencia económica, temas de mujer e inteligencia criminal.

## Fermín Garzón
El compañero de investigación de Petra Delicado es el subinspector Fermín Garzón, un personaje subalterno creado según explica Giménez Bartlett como contrapunto a Petra Delicado rompiendo el papel protagonista que la novela negra suele dar a los varones:  "no está mal (que sea subalterno) porque las mujeres siempre son las víctimas o las ayudantes del fiscal o las esposas del policía o las cómplices del asesino".

## Novelas de la serie Petra Delicado
1. Ritos de muerte (1996, Grijalbo-Mondadori)
2. Día de perros (1997, Grijalbo-Mondadori)
3. Mensajeros de la oscuridad (1999, Plaza & Janés)
4. Muertos de papel (2000, Plaza & Janés)
5. Serpientes en el paraíso (2002, Planeta)
6. Un barco cargado de arroz (2004, Planeta)
7. Nido vacío (2007, Planeta)
8. El silencio de los claustros (2009, Destino)
9. Nadie quiere saber (2013, Destino)
10. Crímenes que no olvidaré (relatos) (2015, Destino)
11. Mi querido asesino en serie (2017, Destino)
12. Sin muertos (2020, Destino)
13. La mujer fugitiva (2024, Destino)
14. Una buena pieza (relatos) (2025, Destino)

## Televisión
En 1999, el personaje de Petra Delicado fue llevado a la pantalla en forma de una serie de televisión de trece episodios, Petra Delicado, interpretada por Ana Belén y Santiago Segura.
En 2020, Sky Italia produjo una nueva serie de dos temporadas, con cuatro episodios cada una, llamada Petra, interpretada por Paola Cortellesi y Andrea Pennacchi. La serie se sitúa en Génova.